# Аорист
Аористът (на гръцки: ἀόριστος, аористос, без граници) е глаголен вид или глаголно време, типично за някои индоевропейски езици, включително българския. Аористът предава завършено действие в миналото, за разлика от перфекта, който акцентира върху последствията на действието в настоящето, и имперфекта, който показва, че действието е продължаващо или повтарящо се. В българския език аористът се нарича минало свършено време. Името минало неопределено време се носи от българския перфект.